# Беар-Рівер 6b
Беар-Рівер 6b (англ. Bear River 6B) — індіанська резервація в Канаді, у провінції Нова Шотландія, у межах графства Аннаполіс.

## Населення
За даними перепису 2016 року, індіанська резервація нараховувала 16 осіб. Середня густина населення становила 66,1 осіб/км².

## Клімат
Середня річна температура становить 6,7°C, середня максимальна – 22,4°C, а середня мінімальна – -10,7°C. Середня річна кількість опадів – 1 274 мм.
| Клімат поселення                              | Клімат поселення | Клімат поселення | Клімат поселення | Клімат поселення | Клімат поселення | Клімат поселення | Клімат поселення | Клімат поселення | Клімат поселення | Клімат поселення | Клімат поселення | Клімат поселення | Клімат поселення |
| Показник                                      | Січ.             | Лют.             | Бер.             | Квіт.            | Трав.            | Черв.            | Лип.             | Серп.            | Вер.             | Жовт.            | Лист.            | Груд.            |                  |
| Середній максимум, °C                         | 0,00             | 0,20             | 4,44             | 10,13            | 15,96            | 20,49            | 22,40            | 22,03            | 17,73            | 12,50            | 7,61             | 1,86             |                  |
| Середня температура, °C                       | −5,38            | −5,17            | −0,92            | 4,76             | 10,58            | 15,12            | 18,53            | 18,16            | 13,84            | 8,63             | 3,75             | −2,02            |                  |
| Середній мінімум, °C                          | −10,74           | −10,54           | −6,29            | −0,6             | 5,22             | 9,76             | 14,66            | 14,29            | 9,98             | 4,75             | −0,13            | −5,9             |                  |
| Норма опадів, мм                              | 130              | 102              | 105              | 97               | 96               | 92               | 86               | 83               | 102              | 110              | 135              | 136              |                  |
| Середньомісячна швидкість вітру, м/с          | 4.06             | 4.06             | 4.12             | 4.04             | 3.66             | 3.42             | 3.03             | 2.97             | 3.28             | 3.71             | 3.92             | 4.11             |                  |
| Середньомісячна сонячна радіація, кДж/м²·день | 4954             | 8153             | 12121            | 15342            | 18293            | 20462            | 20326            | 18003            | 13707            | 8869             | 5149             | 3883             |                  |
| --------------------------------------------- | ---------------- | ---------------- | ---------------- | ---------------- | ---------------- | ---------------- | ---------------- | ---------------- | ---------------- | ---------------- | ---------------- | ---------------- | ---------------- |
| Джерело:                                      |                  |                  |                  |                  |                  |                  |                  |                  |                  |                  |                  |                  |                  |